# Móric Esterházy
Il conte Móric Esterházy de Galantha (27 aprile 1881 – 28 giugno 1960) è stato un politico ed aristocratico ungherese che ricoprì la carica di primo ministro per pochi mesi durante la prima guerra mondiale.
Figlio del conte Móric Nikolaus Esterházy (1855-1925), ciambellano imperiale e reale e politico del partito cattolico ungherese, e di sua moglie, la principessa Franciska di Schwarzenberg, i suoi tentativi di riforma del Paese vennero vanificati dall'opposizione dei conservatori guidati da István Tisza portando alle sue dimissioni.
Móric Esterházy è il nonno del calciatore Márton Esterházy (1956- ) e dello scrittore Péter Esterházy (1950-2016).